# Bytjanka
Bytjanka (ryska: Бычанка) är ett vattendrag i Belarus. Det ligger i den östra delen av landet, 220 km öster om huvudstaden Minsk.
Omgivningarna runt Bytjanka är en mosaik av jordbruksmark och naturlig växtlighet. Runt Bytjanka är det glesbefolkat, med 16 invånare per kvadratkilometer.